# Quay bút
Quay bút là một hình thức thao tác vật thể bằng tay mà ở đây là thao tác dụng cụ viết như bút bi, bút mực, bút chì,... để nó đạt được một hiệu ứng nhất định. Ngoài các dụng cụ viết, các thủ thuật quay bút đôi khi được biểu diễn bởi những người đánh trống bằng dùi trống của họ. Trò chơi này được mọi người biết đến nhiều từ trường lớp, văn phòng, hội nghị,... khi thấy những người làm một số thủ thuật đơn giản để giết thời gian hoặc qua các nơi chia sẻ video trực tuyến, nhưng đa số họ chỉ nghĩ đơn thuần đây chỉ là một hình thức giải trí chứ không phải một hình thức nghệ thuật. Chính nhờ sự nổi tiếng của nó đối với người chơi không chính thức lẫn người chơi chính thức, quay bút nhanh chóng được trở nên phổ biến trên thế giới thông qua các diễn đàn và nơi chia sẻ video trực tuyến. Trò chơi này đã phổ biến trên thế giới từ ít nhất những năm 1970.

## Lịch sử
Ghi chép sớm nhất về quay bút đến từ một học sinh ở Nhật trước chiến tranh thế giới thứ hai. Nhật Bản đã bắt đầu sản xuất bút ít nhất là vào những năm 1970, vì được quay trên những chiếc bút đơn giản nên số lượng thủ thuật (trick) quay bút vào lúc đó của mọi người khá là hạn chế, đơn giản là các thủ thuật Thumb Around, Sonic, Pass, Charge,... Hideaki Kondoh được coi là nhà tiên phong về quay bút đầu tiên ở Nhật Bản và được công nhận bằng việc tạo ra trang web về quay bút đầu tiên trên thế giới vào ngày 1 tháng 12 năm 1997. Kondoh đã bắt đầu quay bút vào những năm 1980 và cho đến năm 1998, ông đã thực hiện được 24 thủ thuật khác nhau, nhiều thủ thuật ông phát triển được dựa trên những thủ thuật mà ông học từ người khác.
Tại Hoa Kỳ, Ferrnando Kuo, được biết đến nhiều hơn bằng handname ( Nghệ danh quay bút ) là " Kam " đã lấy cảm hứng từ trang web của Kondoh để thúc đẩy việc quay bút và phát triển thành viên của mình. Kam - Người bắt đầu quay bút từ năm 1993 đã tạo ra trang web Pentrix vào tháng 1 năm 2000 với nỗ lực tao ra một nguồn cơ sở dữ liệu về quay bút nghệ thuật cũng như là nơi để liên lạc giữa các người chơi với nhau. Khi sự nổi tiếng và cộng đồng của trang web ngày càng tăng cũng như giới hạn của nó đã trở nên rõ ràng, Kam đã đóng cửa Pentrix và phân phối thông tin của nó cho một trang web hậu kì và một diễn đàn mới đó là UPSB ( Universal Pen Spinning Board ), mở vào ngày 19 tháng 1 năm 2004. UPSB là một cộng đồng người chơi quay bút nghệ thuật sử dụng tiếng Anh với mục tiêu là trở thành trang web đầu tiên mà bất cứ ai ở trang web này hay bất cứ nơi nào đều có thể hoạt động và tham gia, sau đó sẽ đóng cửa vào tháng 10 năm 2018. Vào khoảng thời gian đó, PenDolsa - một diễn đàn quay bút nghệ thuật độc lập khác của Hàn Quốc được xuất hiện vào năm 2003, là diễn đàn quay bút quy mô lớn đầu tiên.
Tại Việt Nam, quay bút được phát triển vào thời gian khoảng năm 2008, với vai trò tiên phong thuộc về Trần Nhật Châu - ChauTran. Anh đã từng tham gia World Cup - cuộc thi tầm cỡ thế giới về quay bút.
Số lượng và biến thể của các kĩ thuật quay bút cho đến nay ít nhất là hàng trăm với những kĩ thuật mới như spiderspin, fishtail, wirst bound,... Kể từ đầu những năm 2000, các trang web chia sẻ, lưu trữ video như Youtube và ngày càng nhiều các diễn đàn Internet khác từ những quốc gia khác nhau đã  được sử dụng để chia sẻ video cũng như tập trung cộng đồng người chơi quay bút nghệ thuật, điều này đã góp phần làm gia tăng sự phổ biến của bộ môn quay bút nghệ thuật. Năm 2007, giải đấu PSWT ( Pen Spinning World Tournament ) hoạt động như một cuộc thi quay bút đầu tiên mà những người chơi từ các cộng đồng quay bút nghệ thuật từ khắp nơi trên thế giới có thể tham gia tranh tài.

## Cộng đồng

### Cộng đồng
Các cộng đồng quay bút hiện diện trên Internet chủ yếu thông qua các diễn đàn, các nền tảng chia sẻ video trực tuyến hoặc các ứng dụng trò chuyện như Discord, Facebook,... Các diễn đàn thường mang tính quốc gia ví dụ như VNPS - Vietnam Pen Spinning ( Việt Nam ),  FPSB - French Pen Spinning Board ( Pháp ),  PDS - PenDolsa ( Hàn Quốc ), PSH - Pserhome ( Trung Quốc ), JEB - JaPen Board ( Nhật Bản ),... Ngoài ra, các diễn đàn cũng có thể mang tính quốc tế ví dụ như UPSB - Universal Pen Spinning Board. Theo thời gian, một số diễn đàn có thể trở nên quá cũ và mọi người sẽ chuyển đến một diễn đàn tương tự mới hoặc được mở rộng và nâng cấp hơn để tiện cho việc hoạt động, như việc trang web của hai diễn đàn VNPSC ( Vietnam Pen Spinning Community ) và VNPSB ( vietnam Pen Spinning Board ) ngừng hoạt động và chuyển đến thành lập một nhóm trên Facebok, cả hai gộp lại thành một VNPS ( Vietnam Pen Spinning ) và hoạt động ở đó.

### Các cuộc tranh tài
Các giải đấu quay bút nghệ thuật được tổ chức trực tiếp và trực tuyến, các giải đấu trực tiếp thường được tổ chức tại Nhật Bản, Hàn Quốc và Trung Quốc. Các giải đấu lớn nhất thế giới hiện nay đó là giải World Tournament và giải World Cup, được tổ chức vào các năm xen kẽ kể từ năm giải đấu đầu tiên được diễn ra ( 2007 ), cả hai đều được tổ chức theo thể thức loại trực tiếp nhưng sự khác biệt ở đây là giải World Tournament chỉ được tham gia bởi các người chơi đơn lẻ khác nhau còn giải World Cup được tham gia bởi các đội nhóm, gồm những người chơi quay bút nghệ thuật đại diện cho cộng đồng của họ. Giống như các cuộc thi đấu khác trên thế giới, các giải đấu quay bút nghệ thuật thường có một hội đồng giám khảo cũng chính là những người chơi quay bút nghệ thuật. Họ sẽ đánh giá những video quay lại phần thi của người chơi sau đó đánh giá và cho điểm họ, người chơi được ban giám khảo cho là có kĩ năng cao nhất sẽ giành chiến thắng. Bởi vì hệ thống đánh giá cuộc thi chưa được tiêu chuẩn hóa hoàn toàn bởi một điều kiện nhất định, thắng thua dựa trên tiêu chuẩn thẩm mĩ của ban giám khảo cho nên quay bút nghệ thuật được coi là một hoạt động mang tính chủ quan cao, điểm số và nhận xét của một video thể hiện có thể khác nhau rất nhiều giữa các giám khảo. Chung quy, đây là một bộ môn nghệ thuật thị giác nên tiêu chuẩn trình độ của mỗi cá nhân vẫn phải dựa vào tiêu chuẩn của cộng đồng là một điều dễ hiểu.
Bên cạnh những giải đấu lớn tầm cỡ thế giới, cũng có những cuộc thi nhỏ diễn ra giữa ít nhất hai cá nhân thuộc cùng một hay nhiều cộng đồng khác nhau. Những cuộc thi này thường được gọi là "battles", trong đó những người tham gia sẽ quay lại phần thể hiện kĩ năng của họ và đưa video lên một cộng đồng trung gian và thắng thua sẽ dựa trên số lượt bình chọn mà mỗi người đạt được.

## Khái niệm cơ bản
Để thuận tiện cho việc gọi tên và tránh dài dòng, những người chơi quay bút nghệ thuật đã đưa ra một hệ thống ký hiệu chung để đánh dấu những ngón tay và khe hở giữa chúng ( Slot ngón tay ) dựa trên tiếng Anh và chữ số. Các ngón tay được đánh số theo thứ tự từ 1 đến 4 bắt đầu từ ngón trỏ cho đến ngón út và chữ T ( Thumb ) được sử dụng để ký hiệu cho ngón cái. Các slot ngón tay được đặt tên bằng hai hoặc nhiều hơn từ các kí hiệu ở trên, ví dụ: Slot ngón tay giữa ngón trỏ và ngón giữa được gọi là " 12 ", slot ngón tay giữa ngón út và ngón giữa được gọi là " 24 ", slot ngón tay giữa ngón cái và ngón giữa được gọi là " T2 ",... Các kí hiệu có thể được mở rộng để kí hiệu vị trí và các bộ phận khác của cả bàn tay ví dụ như TF ( Thumb Flap ) được dùng để ký hiệu cho màng da giữa ngón trỏ và ngón cái. 
Ngoài các ký hiệu đơn lẻ của các các ngón tay để biểu thị slot ngón tay, các ngón tay và các phần khác của tay còn được cộng đồng quay bút gọi nghệ thuật gọi bằng tiếng Anh để sử dụng trong việc gọi tên thủ thuật tương ứng với bộ phận đó.
- Ngón trỏ: Index
- Ngón cái: Thumb 
- Ngón giữa: Middle
- Ngón áp út: Ring 
- Ngón út: Pinky 
- Cổ tay: Wirst 
- Lòng bàn tay: Palm
- Cẳng tay: Arm

## Mod bút quay
Người chơi quay bút nghệ thuật thường chỉnh sửa những cây bút bình thường để tạo ra một chiếc bút phù hợp hơn cho việc quay, việc này được gọi là " Pen Modification ". Các mod bút thường được gọi là " Pen Mod " và được làm với các bộ phận khác nhau từ những chiếc bút riêng biệt
Bộ phận cơ bản của một cây bút quay:
- Tip: Đầu bút, dùng để tăng độ nặng của bút quay, trang trí.
- Body: Thân bút.
- Grip: Đệm cao su cầm bút, dùng để trang trí cho bút quay, hoặc là vật dùng đề giữ tip gắn với thân hoặc nắp bút.
- Cap: Nắp bút, dùng để trang trí cho bút, bộ phận dùng để kết nối giữa grip tip và thân bút.
Mặc dù dù bất kỳ cây bút nào đã được sửa đổi về mặt kỹ thuật đều là một bản mod bút nhưng các cây mod thường cân bằng, dài hơn và nặng hơn những cây bút bình thường để hỗ trợ các yêu cầu về quán tính của một số thủ thuật nhất định. Trong số hàng trăm pen mod, những mod phổ biến bao gồm Bictory, Metallic Comssa, RSVP MX, Waterfall, Dr. KT và Buster CYL. Có nhiều ý kiến cho rằng việc sử dụng một mod nặng như Ivan, Buster CYL khi bắt đầu học các tập quay bút sẽ dẫn đến hiệu suất phát triển trình độ kém hơn do phụ thuộc quá nhiều vào động năng của mod, thay vì tập trung phát triển khả năng điều khiển chuyển động của mod trên ngón tay và còn có thể bị cong tay nữa, do đó, những mod được mọi người khuyến nghị nên chơi từ ban đầu là những mod nhẹ như RSVP Mx, Waterfall,...
Ngoài pen mod, bút quay được sản xuất hàng loạt cũng tồn tại. Nói một cách ngắn gọn, đây là những cây bút được sản xuất ra bằng máy móc với mục đích đạt được những thông số tiêu chuẩn của một pen mod ngay từ đầu mà không cần phải chỉnh sửa lại như những pen mod bình thường. Những chiếc bút này thường nặng hơn nhiều loại bút, nhưng có những loại có trọng lượng và độ dài có thể điều chỉnh được. Hai dòng nổi tiếng nhất của loại bút quay này là ZG ( Zhigao ) và ZW ( Zhiwu ) đến từ một hãng sản xuất của Trung Quốc, dòng ZW thường được đánh giá cao hơn bởi vì thân của nó to và bút có trọng lượng nặng trong khi ZG có thân nhỏ và nhẹ hơn nhiều. Ngoài ra cũng còn một số loại bút quay làm sẵn nổi tiếng khác như dòng Element của spinner Mr Nope và dòng Spinpro, Spinstick,... Những người chơi quay bút nghệ thuật thường không sử dụng những chiếc bút quay này nhiều vì khả năng tùy biến của những chiếc bút này không bằng những pen mod đã được sửa đổi của chính họ và chất lượng của nó cũng không tốt bằng đại đa số những pen mod hiện nay.
Một lĩnh vực khác của mod bút liên quan đến những người chơi quay bút nghệ thuật chính là chú ý thiết kế về mặt thẩm mỹ hơn là chức năng quay của mod. Để tăng thêm năng tùy biến ngoại hình của mod, các mod như vậy thường sử dụng bút có thân trong suốt. Điều này cho phép người chơi quay bút nghệ thuật tùy biến thiết kế của bút quay bằng một mảnh giấy được in hoạ tiết ( Mảnh giấy này được gọi là " Insert " ) cuộn lại và nhét vào trong thân bút, điều này giúp không ảnh hưởng đến chất lượng xúc giác của mod. Một số người quay sử dụng miếng dán ( Miếng dán này gọi là " Outsert " ) để giúp thiết kế lại vẻ ngoài mod của họ, điều này có thể thay đổi cảm giác của mod do bề mặt không bằng phẳng mà miếng dán tạo ra cũng như khiến thân bút trơn hơn bởi các miếng dán. Các mod phổ biến với các cách tùy biến thẩm mỹ hơn ( bằng Insert ) bao gồm RSVP MX, Fir3fly G3 Mod và Faire G3 Mod và bằng Outsert như là Makin.
Một mặt khác nữa của việc mod bút chính là Grip Cuts, trong đó người chơi quay bút nghệ thuật sửa đổi ngoại hình của một grip bằng phẳng bằng cách tỉa và cắt bề mặt của grip theo một hình dạng, hoa văn nhất định mà không làm đứt kết cấu đàn hồi vòng cơ bản của cả grip. Tuy nhiên, mặc dù nó có thể trông đẹp, nhưng các vết cắt phức tạp ở trên bề mặt grip có thể dễ dàng bị xáo trộn bởi các thủ thuật của Wiper, liên quan đến việc nắm mod trực tiếp tại grip.

## Người chơi tiêu biểu
Menowa,
Vain ,
Maze